# Douwe Jzn. Visser
Douwe Jappieszoon Visser is negenvoudig winnaar van het SKS-skûtsjesilen. Alleen Ulbe Zwaga (die schipper was tussen 1945 en 1975) heeft meer kampioenschappen behaald, namelijk elf. Douwe Visser is ruim veertig jaar bemanningslid geweest van het skûtsje de Sneker Pan, waarvan dertig jaar als schipper. 

## Biografie
Douwe Visser is van beroep een binnenvaartschipper. Hij vaart met zijn binnenschip Douwe Hendrik onder meer met zand en grind over het IJsselmeer naar Amsterdam, Lelystad en Leeuwarden. 
Hij werd bemanningslid op de Sneker Pan onder schipper Jan van Akker, in eerste instantie als vervanger in 1973. Hij heeft verschillende taken gehad tijdens de wedstrijden en een ruime ervaring opgedaan die hij later goed kon gebruiken toen hij zelf schipper werd. Toen Jan van Akker in 1988 afscheid nam, vroeg de “kommisje  de Sneker Pan”, of Douwe er iets voor voelde om hem op te volgen. Douwe wilde die uitdaging graag aangaan.  
De eerste jaren eindigde hij in de middenmoot. Zijn eerste kampioenschap verwierf hij in 1995 en de titel werd in 1996 geprolongeerd. In de daarop volgende jaren eindigde hij vrijwel ieder jaar bij de eerste drie. Hij werd kampioen in 1995, 1996, 2002, 2003, 2007, 2011, 2012, 2013 en 2016. In 2018 heeft hij het roer overgedragen aan zijn zoon Jappie. Toen Douwe begon was hij een van de jongsten, nu was hij verreweg de oudste schipper.
Bij zijn stoppen nam hij de derde plaats in achter de schippers Ulbe Zwaga en Lodewijk Meeter in het Vleugelklassement. Dit is de rangschikking van de meest succesvolle schippers van de Sintrale Kommisje Skûtsjesilen (SKS) waarin een schipper voor elke gewonnen wedstrijd drie punten krijgt, voor elke tweede plek twee punten en voor elke derde plaats één punt.
Douwe was een goede leermeester voor zijn bemanningsleden. Hij was een harde werker, die ook een optimale inzet vroeg van zijn bemanning. 